# Чінакота
Чінакота (ісп. Chinácota) — місто й муніципалітет у колумбійському департаменті Норте-де-Сантандер (Південно-Східний субрегіон).